# 諾德韋克

诺德韦克（荷蘭語：[ˈnoːrtʋɛik] ⓘ）是荷兰南荷兰省的一个市镇。该市镇管辖面积为51.53 km²（其中16.12 km²为水面）。
诺德韦克市镇由海滨诺德韦克（Noordwijk aan Zee）和内诺德韦克（Noordwijk-Binnen）两社区组成，中间被一条狭窄的绿带（greenbelt）分隔。2019年1月1日，原市镇诺德韦克豪特并入诺德韦克。
除了其海滩外，诺德韦克也以其球茎花田而闻名。它坐落在被称为“沙丘与球茎地区”（荷蘭語：Duin- en Bollenstreek）的区域。
诺德韦克也是欧洲空间研究与技术中心（ESTEC）总部所在地，后者是欧洲空间局（ESA）的一部分。ESA的参观者中心空间博览会（Space Expo）是永久性的空间展览。

## 海滨诺德韦克

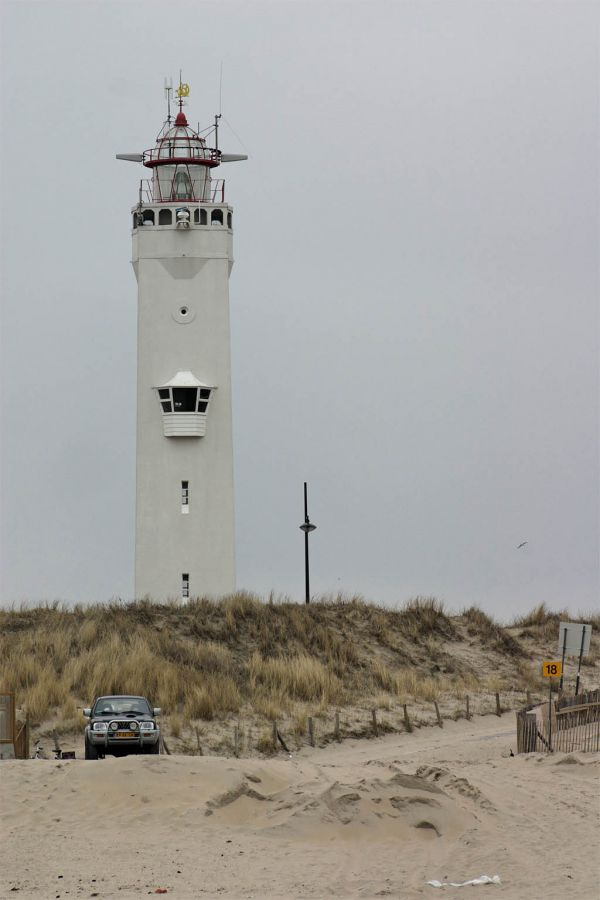
诺德韦克的灯塔

海滨诺德韦克（Noordwijk aan Zee）是始建于1200年左右的渔村。直到19世纪初，渔业仍是其主要生意，但此后即开始被日益兴隆的旅游业所代替。如今靠着其漫长的沙质海滩，它成了一个受欢迎的名胜城镇，每年有1,000,000人在此过夜。
海滨诺德韦克被评为荷兰最富裕之地排名的第12位。

## 内诺德韦克
由于857年天主教司铎耶龙（Jeroen）的殉道，乌得勒支总主教于1429年将内诺德韦克设置为一个朝圣之地。该地天主教和新教的教堂都以此位司铎之名命名。
围绕内诺德韦克的区域长久以来便是区域性球茎花产业的重要部分。沙丘被挖开并转型为田地以种植球茎花。
内诺德韦已经保留了其历史特点并因此而被荷兰古迹法（Dutch Monument Law）所保护。

## 友好城市
- 法國 芒通